# Colchicum pulchellum
Colchicum pulchellum là một loài thực vật có hoa trong họ Colchicaceae. Loài này được K.Perss. miêu tả khoa học đầu tiên năm 1988.